# 司马法
《司马法》又稱《司马兵法》或者《司马穰苴兵法》，為中国著名兵书之一，其成书年代和作者均具争议。

## 题解
根据《史記·司馬穰苴列傳》记载，戰國初期，齐威王命令大臣追述古代的司马兵法，同时也把春秋末期齐景公时的将军司马穰苴的兵法附入其中。
《司马法》最早见于《汉书·艺文志》，称《军礼司马法》，共155篇。汉朝以后，该书多有散佚，至唐朝编《隋书·经籍志》时录为3卷5篇，列入子部兵家类，称为《司马法》，即今本《司马法》3卷5篇的原型，其中既涉及了春秋时的制度，亦涉及了战国时的制度。
对于该书的真伪、成书年代及作者誰屬等问题，历代学者均有各种不同的看法。部份认为《司马法》是一部伪书；部份认为史书中的《司马兵法》、《司马穰苴兵法》、《司马法》及《军礼司马法》是几种不同的书；部份认为今本《司马法》可分为两部分，前两篇为古《司马法》，后三篇为《司马穰苴兵法》。目前学者一般认为今本《司马法》不是伪书，历史上的《司马兵法》、《司马穰苴兵法》及《军礼司马法》均包含于《司马法》之中，作者为司马穰苴及其追论者。

## 评价
《司马法》中主要记录了中国古代的军礼和军法，对于礼学研究非常重要，受到历代兵家和史学家所重视。

## 版本
- 清孙星衍《平津馆丛书》所收的影宋本《孙吴司马法》。
- 清人所辑《司马法逸文》。
- 1935年中华学艺社影宋刻《武经七书》中收录。
- 丁氏八千卷楼藏刘寅《武经七书直解》影印本。

## 体例
共五篇：
1. 仁本第一
2. 天子之义第二
3. 定爵第三
4. 严位第四
5. 用众第五